# Hans Brix
Hans Nicolaus Brix född 24 oktober 1870 i Vejle, död 20 januari 1961, var en dansk litteraturprofessor. Han var en av de stiftande medlemmarna av Danska akademien 1960. Han var även kritiker av litteratur och teater.
Hans Brix blev filosofie doktor på en avhandling om H. C. Andersen, och blev 1919 docent i dansk litteratur vid Köpenhamns universitet. 1924-1941 var han professor vid samma universitet. Brix utgav ett antal böcker om litteratur. Boken "Så snabbt den ljusa sommarn svann" (Bonniers, 1947) är dock en skildring av hans vän Kaj Munk, diktarprästen och motståndsmannen som mördades under den tyska ockupationen av Danmark. Bland övriga verk märks Fagre ord (1908), Gudernes Tungemaal (1911), Tonen fra Himlen (1912), Blicher-Studier (1916), Vers fra gamle Dage (1918), Indlening og Bemærkninger til Palladius' Visitatsbog (1927). Han ligger begravd på Gentofte Kirkegård.